# 에드워드-아귈라드 재판
에드워드-아귈라드 재판(Edwards v. Aguillard)은 1986년 12월 10일부터 1987년 6월 19일까지 진행된 재판이다.
미국 연방 대법원에서 창조설은 과학 이론이 아님을 결정한 판례이며, 이 판례로 미국의 공립학교에서 창조설을 가르치는 행위가 전면 금지되었다.

## 진행 과정

### 아귈라드의 소송
재판은 루이지애나 주법이 계기가 되었다. 재판 이전까지 루이지애나 주에서는 창조설과 진화론은 동등기회법에 의해 동등하게 교육할 기회를 제공하도록 되어있었다. 이에 루이지애나 주 라파이예트의 고등학교 생물 교사였던 도날드 아귈라드는 해당 법 조항이 미국 수정 헌법 제 1조인 '종교 설립에 대한 규정'을 위반한다고 주장하였고, 루이지애나 주지사인 에드워드를 상대로 소송을 걸었다.
지방 법원의 듀플랜티에 판사는 창조설이 수정 헌법 조항에 위배된다고 판결하였고, 루이지애나 주에서는 항소를 걸었으나 상소된 순회 항소 법원에서도 역시 위헌 판결이 나왔다. 하지만 이 과정에서 해당 법률이 연방 대법원에서 심리할 필요성이 생겼고, 결국 소송은 연방대법원에서 결정하게 되었다.
연방 대법원에서 진화론 측의 대표자는 제이 톱키스와 ACLU, 창조설 측은 창조설자인 웬델 버드가 대표를 맡았다. 제이 톱키스는 창조설이 과학 이론이 아닌 종교적 동기에서 비롯된 것이라고 주장했다. 하지만 대법원장인 윌리엄 렌키스트와 대법관 안토닌 스칼리아는 종교적인 의도 없이도 창조설을 주장할 수 있다고 보았고, 창조설자가 주장하는 '균등한 교육 시간의 할당'에 창조설의 종교적인 의도는 문제가 되지 않는다고 주장했다.

### 과학계의 반응
재판이 창조설에게 유리하게 진행되자, 진화론 측은 창조설의 종교적 동기의 유무가 아닌 창조설의 과학적인 내용이 존재하는가 라는 내용으로 변론의 방향을 돌리기로 결정했다. 이를 위해 중도에 재판에 참가한 제프리 레먼 변호사가 기초를 잡고, 기타 과학자들이 의견을 보충한 법정 조언자 의견서가 제출되었다. 이 의견서에는 72명의 노벨상 수상자, 17개 주 과학 협회, 그 밖에 7개 과학 단체 소속의 과학자들이 명단에 올라와 있었다.
이 의견서에서 과학자들은 과학과 과학적 방법을 정의하고, 시험 불가능하며 초자연적인 설명이 과학에 속하지 않음을 증명했다. 그리고 창조설은 이러한 과학적 탐구 및 방법을 적용하지 않으며, 루이지애나의 동등기회법은 다른 과학 이론과 달리 진화론만을 공격하므로 일관되지 못하고, 결과적으로 특정 종교를 옹호하는 목적을 수행한다고 주장했다.

### 창조설자의 반응
의견서의 내용이 공개되자 창조설자들은 과학계가 겁에 질렸다고 선전했다. 선전의 내용으로는 '노벨상 수상자가 진화론/창조론 문제를 더 잘 알고 있는것은 아니다', '과학자의 자격이 있는 사람 중 창조설을 지지하는 사람이 수천명이나 있다' 등이 있었다.

### 과학자들의 승소
1987년 6월 19일에 내려진 판결은 7:2의 표결로 진화론 측의 승리였다. 판결문에는 루이지애나 주의 동등기회법이 종교적 목적을 가지고 있음에 틀립없으며, 이는 수정 헌법의 종교에 대한 규정을 위반했으므로 무효라는 결정을 내렸다. 안토닌 스칼리아와 윌리엄 렌키스트는 "순수하게 비종교적인 목적으로 진화론에 대한 비판을 가할 수는 있다."라는 법령이 합헌이라는 소수 의견을 냈으나 전체적인 판결의 방향을 바꾸진 못하였다.

### 결과
이 판결의 결과로 창조설은 분명히 종교적 의도를 가진 주장이며, 이를 진화론과 함께 가르치려는 시도 또한 종교적 의도에 기반한 것이라는 판례가 등장함으로서 창조설은 공식적인 위치에서 완전히 쫓겨나게 되었다.
그러나 공립학교에서 쫓겨난 것이지, 창조설을 신봉하는 사람들은 홈스쿨링 등에서 암암리에 창조설을 학생에게 가르치고 있다. 그리고 몇몇 바이블 벨트 주의 학교에서는 여전히 진화론을 삭제하고 창조설을 가르치려는 시도를 하고 있다.

## 의의
재판의 진행 추이를 보고 경악한 모든 과학자들이 모여서 일관된 의견을 주장했다는 것은 과학사적으로도 의미가 크다. 과학자 공동체(그리고 과학자 개인들)는 일반적으로 매우 독립적인 성향을 지녔으며 서로 논쟁을 통해 접촉하는 경우가 잦은데, 이런 이들이 한데 모여서 한 목소리를 냈다는 것이다. 과학자 자신들도 과학이 뭔지 물어보면 잘 대답하지 못했던 경우가 잦았지만 이한 동기 덕에 과학적 방법론을 통해 축적되는 지식 체계로서의 과학을 정의하는 움직임도 활기를 찾게 되었다. 그렇게 과학자들이 집결해 대항한 이유는 다름아니라, 창조설이 진화론뿐 아니라 과학 전체를 무너뜨리려고 시도했던 탓에 과학자들 자신이 공격받고 있다고 느꼈기 때문으로 볼 수 있다.

## 같이 보기
- 스콥스 재판